# Songwriter
Een songwriter of liedschrijver (ook wel liedjesschrijver) is de tekstdichter en de componist van een lied.
Als het gaat om een specifiek liedgenre, kan de aanduiding daarop worden toegespitst, bijvoorbeeld een kinderliedschrijver.
Vanaf de opkomst van de popmuziek in de jaren 1950, 1960, raakte de Engelse term 'songwriter' in zwang. Bij andere genres, zoals volksliedjes en kinderliedjes, wordt in het liedonderzoek gewoonlijk van een 'liedschrijver' gesproken. Voor historische Nederlandstalige liedjes zou het woord 'songwriter' een anachronisme zijn.
Als de liedschrijver tevens de uitvoerende artiest is, en deze enkel liedjes zingt die door hemzelf geschreven zijn, wordt dat aangeduid met de term singer-songwriter of zanger-liedschrijver.

## Bekende Nederlandstalige liedschrijvers

### Schrijvers van volksliedjes
Voorbeelden van bekende liedschrijvers van Nederlandstalige volksliedjes (negentiende eeuw):
- Coenradus Geerlings, bijv: 'Waar der beuken breede kronen'
- Abraham Schooleman, bijv: 'In naam van Oranje, doe open de poort'
- Hendrika van Tussenbroek, bijv: 'Mei spreidt zijn bloesem weer over struik en boomen'

### Schrijvers van kinderliedjes
Voorbeelden van bekende liedschrijvers van Nederlandstalige kinderliedjes:
- Simon Abramsz, bijv: ' 'k Droomde gist'ren van een ventje / En zijn buikje was van koek'
- Herman Broekhuizen, bijv: 'Opa Bakkebaard heeft een huisje'
- Henriëtte Kriebel, bijv: 'Wij hebben twee kleine poesjes / Met pootjes zo zacht als fluweel'
- Hans Peters jr., bijv: Bijna brugklas (KvK)
- Hendrika van Tussenbroek, bijv: 'Wordt wakker 't zonnetje is al op / De bloemen kijken uit hun knop'
- Benny Vreden, bijv: 'Barend Bluf / Waarom doe je toch zo oliedom' en 'Meester Pennelik / Wat zit u daar nou toch elke dag te doen'

### Popliedjes, luisterliedjes, theaterliedjes
Voorbeelden van bekende liedschrijvers van Nederlandstalige popliedjes, luisterliedjes, theaterliedjes (twintigste eeuw):
- Lou Bandy, bijv: Zoek de zon op
- Stef Bos, bijv: Papa
- Frank Boeijen, bijv: Zeg me dat het niet zo is
- Jules de Corte, bijv: Ik zou wel eens willen weten
- Drs. P, bijv: Dodenrit (De trojka)
- John Ewbank, bijv: Kon ik maar even bij je zijn
- Pieter Goemans, bijv: Aan de Amsterdamse grachten
- Emile Hartkamp, bijv: Heb je even voor mij
- Toon Hermans, bijv: Als een ballonnetje of Vierentwintig rozen of Als de liefde niet bestond
- Harrie Jekkers, bijv: O, o, Den Haag
- Pierre Kartner, bijv: Huilen is voor jou te laat of Het kleine café aan de haven
- Han Koreneef
- Peter Koelewijn, bijv: Kom van dat dak af
- Daniël Lohues, bijv: As de liefde mar blef winnen of Op 't platteland
- Robert Long, bijv: Flink zijn
- Guus Meeuwis, bijv: Het is een nacht
- Henk van der Molen, bijv: Kinderen van toen
- Hans Peter jr., bijv:  't Zijn de kleine dingen die het doen
- Ramses Shaffy, bijv: Sammy of Zing vecht huil bid
- Ede Staal, bijv:  't Hogeland of  't Het nog nooit zo donker west
- Hennie Vrienten, bijv: 32 Jaar (Sinds een dag of twee)